# Silometopoides sibiricus
Silometopoides sibiricus är en spindelart som först beskrevs av Kirill Yeskov 1989.  Silometopoides sibiricus ingår i släktet Silometopoides och familjen täckvävarspindlar. Inga underarter finns listade i Catalogue of Life.